# Список книг, вышедших в серии Penguin Classics
Ниже представлен список книг, вышедших в серии Penguin Classics в сериях 1970-х — 2000-х годов (black label, colour-coded spines). В 1996 издательство опубликовало книгу A Complete Annotated Listing of Penguin Classics and Twentieth-Century Classics (ISBN 0-14-771090-1).

## По названию

### А
- Автобиография бывшего цветного, Джеймс Уэлдон Джонс.
- Автобиография Чарльза Дарвина, Чарльз Дарвин.
- Адам Бид, Джордж Элиот.
- Адольф, Бенжамен Констан.
- Агапе агов, Уильям Гэддис.
- Агнес Грей, Эмилия Бронте.
- Агрикола, Тацит.
- Айвенго, Вальтер Скотт.
- Алексиада, Анна Комнина.
- Алиса в Зазеркалье, Льюис Кэрролл.
- Алиса в стране чудес, Льюис Кэрролл.
- Алкеста, Ипполит, Ифигения в Тавриде. Еврипид.
- Альфред Великий: включая «Жизнь короля Альфреда» Ассера.
- Америка, Франц Кафка.
- Америка и американцы и избранный нон-фикшен, Джон Стейнбек.
- Американец, Генри Джеймс.
- Американские места, Уоллес и Пейдж Стегнеры.
- Американские заметки, Чарльз Диккенс.
- Аналекты Конфуция, Конфуций.
- Андромаха, Британик, Береника, Жан Расин.
- Анна-Вероника, Герберт Уэллс.
- Анна Каренина, Лев Толстой.
- Анналы, Тацит.
- Аннотированный Арчи и Мехитабель, Дон Маркиз.
- Анти-Эдип, Жиль Делёз и Феликс Гваттари.
- Антон Райзер, Карл Филипп Мориц.
- Антихрист. Проклятие христианству, Фридрих Ницше.
- Арабские пески, Уилфрид Тесайджер
- Афинская полития, Аристотель.
- Африканские мифы сотворения мира.

### Б
- Барнеби Радж, Чарльз Диккенс.
- Болотные арабы, Уилфрид Тесайджер
- Больше умирают от разбитого сердца, Сол Беллоу.
- Большие надежды, Чарльз Диккенс.
- Бостонцы, Генри Джеймс.
- Братья Карамазовы, Фёдор Достоевский.

### В
- В Иерусалим и обратно, Сол Беллоу.
- В краю лесов, Томас Харди.
- В Патагонии, Брюс Чатвин
- В поисках любимой, Томас Харди.
- В стране времени и другие фантастические сказки, Лорд Дансени
- Вакханки и другие пьесы (Ион, Троянки, Елена), Еврипид.
- Вдали отечества, Мария Эджуорт.
- Вдали от обезумевшей толпы, Томас Харди.
- Век Александра, Плутарх.
- Век Беды.
- Возвращение на родину, Томас Харди.
- Виконт де Бражелон, или Десять лет спустя, Александр Дюма.
- Война в воздухе, Герберт Уэллс.
- Война и мир, Лев Толстой.
- Война миров, Герберт Уэллс.
- Воскресение, Лев Толстой.
- Воспитание чувств, Гюстав Флобер.
- Воспоминания Шерлока Холмса, Артур Конан Дойль
- Все мои сыновья, Артур Миллер.

### Г
- Гай Мэннеринг, Вальтер Скотт.
- Геракл и другие пьесы, Еврипид.
- Германия, Тацит.
- Герцог, Сол Беллоу.
- Год в журнале Торо, Генри Торо.
- Голубые глаза, Томас Харди.
- Городок, Шарлотта Бронте.
- Государство и революция, Владимир Ленин.
- Государь, Николло Макиавелли.
- Готические истории, Элизабет Гаскелл.
- Граф Монте-Кристо, Александр Дюма.
- Греческие софисты.
- Гроздья гнева, Джон Стейнбек.
- Грозовой перевал, Эмилия Бронте.
- Гюстав Флобер в Египте, Гюстав Флобер.

### Д
- Дама с собачкой и другие рассказы, 1896—1904, Антон Чехов.
- Даниэль Деронда, Джордж Элиот.
- Двое в башне, Томас Харди.
- Дейзи Миллер, Генри Джеймс.
- Демократия в Америке, Алексис де Токвиль.
- Детство, Отрочество, Юность (повесть). Лев Толстой.
- Дж Р, Уильям Гэддис.
- Джейн Эйр, Шарлотта Бронте.
- Джуд Незаметный, Томас Харди.
- Долина ужаса, Артур Конан Дойль.
- Дом, где разбиваются сердца, Джордж Бернард Шоу.
- Домби и сын, Чарльз Диккенс.
- Дон Кихот, Мигель Сервантес.
- Дон Хуан, Джордж Байрон.
- Дракула, Брем Стокер.
- Дэвид Копперфильд, Чарльз Диккенс.

### Е
- Европейцы, Генри Джеймс.
- Если Бил-стрит могла бы заговорить, Джеймс Болдуин

### Ж
- Жак-фаталист и его хозяин, Дени Дидро.
- Жаркий сезон, Пенелопа Лайвли.
- Железная пята, Джек Лондон.
- Женская война, Александр Дюма.
- Женский портрет, Генри Джеймс.
- Женитьба Фигаро, Пьер Бомарше.
- Жертва, Сол Беллоу.
- Жёны и дочери, Элизабет Гаскелл.
- Жизнь Анри Брюлара, Стендаль.
- Жизнь в письмах, Антон Чехов.
- Жизнь в письмах, Генри Джеймс.
- Жизнь Шарлотты Бронте, Элизабет Гаскелл.
- Жизнь и приключения Николаса Никльби, Чарльз Диккенс.
- Жизнь Галилея, Бертольт Брехт.
- Жизнь на Миссисипи, Марк Твен.

### З
- Загадочная история Бенджамина Баттона и другие сказки века джаза, Фрэнсис Скотт Фицджеральд.
- Заметки о штате Виргиния, Томас Джеферсон.
- Записки из Мёртвого дома. Фёдор Достоевский.
- Записки Пиквикского клуба, Чарльз Диккенс.
- Записки сумасшедшего и другие рассказы, Николай Гоголь.
- Затерянный мир и другие захватывающие истории, Артур Конан Дойль
- Зверобой, Фенимор Купер.
- Знак четырёх, Артур Конан Дойль.
- Зов предков, Белый Клык и другие рассказы. Джек Лондон.
- Золотая ваза, Генри Джеймс.

### И
- Ибн Фадлан и земля тьмы: Арабские путешественники на дальнем Севере, Ибн Фадлан
- Избранная журналистика: 1854—1870, Чарльз Диккенс.
- Избранные поэмы, Виктор Гюго.
- Избранные поэмы, Томас Харди.
- Избранные рассказы, Владимир Набоков.
- Избранные рассказы, Генри Джеймс.
- И проиграли бой, Джон Стейнбек
- Игрок, Бобок, Скверный анекдот. Фёдор Достоевский.
- Идиот. Фёдор Достоевский.
- Илиада, Гомер.
- Исповедь и другие религиозные сочинения, Лев Толстой.
- Исследование о природе и причинах богатства народов, Адам Смит.
- Истории, легенды и другие сочинения американских индейцев, Зиткала-Ша.
- История, Геродот.
- История, Тацит.
- История франков, Григорий Турский.
- Итальянские часы, Генри Джеймс.
- Итан Фром, Эдит Уортон.

### К
- Как важно и другие пьесы, Оскар Уальд.
- Капитал, Часть первая, Карл Маркс.
- Одиссея капитана Блада, Рафаэль Сабатини.
- Картины Италии, Чарльз Диккенс.
- Кенилворт, Вальтер Скотт.
- Книга джунглей, Редьярд Киплинг.
- Книга Страшного суда, перевод Джеффри Мартина.
- Княгиня Казамассима, Генри Джеймс.
- Королевские идилии, Альфрд Теннисон
- Корреспонденция для New-York Tribune, Карл Маркс.
- Копи царя Соломона, Генри Хаггард.
- Красное и чёрное, Стендаль.
- Краткая история мира, Герберт Уэллс
- Крейцерова соната и другие повести, Лев Толстой.
- Крошка Доррит, Чарльз Диккенс.
- Крылья голубки, Генри Джеймс.
- Крэнфорд, Элизабет Гаскелл.
- Кузина Филлис, Элизабет Гаскелл.

### Л
- Лавка древностей, Чарльз Диккенс.
- Лови момент, Сол Беллоу.
- Любимая, Томас Харди.
- Любовь и мистер Льюишем, Герберт Уэллс.

### М
- Мадам Бовари, Гюстав Флобер
- Максимы, Франсуа де ла Рошфуко
- Манифест коммунистической партии, Карл Маркс и Фридрих Энгельс.
- Мартин Иден, Джек Лондон.
- Мартин Чезлвит, Чарльз Диккенс.
- Мастер и Маргарита, Михаил Булгаков.
- Машина времени, Герберт Уэллс.
- Между небом и землёй, Сол Беллоу.
- Мельница на Флоссе. Джордж Элиот.
- Метаморфозы, Овидий.
- Метафизика, Аристотель.
- Медея и другие пьесы, (Гекуба, Электра, Геракл) Еврипид.
- Мёртвые души, Николай Гоголь.
- Миддлмарч, Джордж Элиот.
- Много ли человеку земли нужно и другие рассказы, Лев Толстой.
- Многообразие религиозного опыта, Уильям Джемс.
- Молодой Лониган, Джеймс Т. Фаррелл.
- Моралии, Плутарх.
- Мы, Евгений Замятин.
- Мэр Кэстербриджа, Томас Харди.
- Мэри Бартон, Элизабет Гаскелл.

### Н
- Наоборот, Жорис Карл Гюисманс.
- Научная фантастика Эдгара Алана По.
- Наш общий друг, Чарльз Диккенс.
- Незнакомка из Уайлдфелл-Холла, Эмилия Бронтее.
- Неудобный возраст, Генри Джеймс.
- Никомахова этика, Аристотель.

### О
- О душе, Аристотель.
- О любви, Стендаль.
- Обитель радости, Эдит Уортон.
- Облик грядущего, Герберт Уэллс.
- Обломов, Иван Гончаров.
- Обычай страны, Эдит Уортон.
- Одиссея, Гомер
- О подражании Христу, Фома Кемпийский
- Описание Эллады: Книга 1, Центральная Греция, Павсаний.
- Описание Эллады: Книга 2, Южная Греция, Павсаний.
- Орест и другие пьесы (Гераклиды, Андромаха, Просительницы, Финикиянки, Ифигения в Авлиде), Еврипид.
- Остров доктора Моро, Герберт Уэллс.
- Отверженные, Виктор Гюго.
- Отчаяние (роман Набокова), Владимир Набоков.
- Отчаянные средства, Томас Харди.
- Охота на Снарка, Льюис Кэрролл
- Очерки Боза, Чарльз Диккенс.

### П
- Падение дома Ашеров и другие рассказы, Эдгар Алан По.
- Падение Римской республики, Плутарх.
- Пармская обитель, Стендаль.
- Пер Гюнт, Генрик Ибсен.
- Пешком по Европе, Марк Твен.
- Пионеры, или У истоков Саскуиханны, Фенимор Купер.
- Письма Асперна, Генри Джеймс.
- Плутарх о Спарте, Плутарх.
- Планета мистера Сэммлера, Сол Беллоу.
- Племянник Рамо, Дени Дидро.
- Плотницкая готика, Уильям Гэддис.
- Площадь Вашингтона, Генри Джеймс.
- По этому пути, Джеймс Уэлдон Джонс.
- Повесть о двух городах, Чарльз Диккенс.
- Повесть о приключениях Артура Гордона Пима, Эдгар Алан По.
- Поворот винта, Генри Джеймс.
- Под деревом зелёным, Томас Харди.
- Подарок Гумбольдта, Сол Беллоу.
- Подвиг, Владимир Набоков.
- Позолоченный век, Марк Твен.
- Политика, Аристотель.
- Портативный Генри Джеймс.
- Портативный Марк Твен.
- Портативная Эдит Уортон.
- Портрет Дориана Грея, Оскар Уайльд
- Последний из могикан, Фенимор Купер.
- По ту сторону добра и зла. Прелюдия к философии будущего, Фридрих Ницше.
- Послы, Генри Джеймс.
- Похождения бравого солдата Швейка, Ярослав Гашек.
- Поэтика, Аристотель.
- Прагматизм и другие сочинения, Уильям Джемс.
- Прерия, Фенимор Купер.
- Преступление и наказание, Фёдор Достоевский.
- Признания, Уильям Гэддис.
- Приключения Гекльберри Финна, Марк Твен.
- Приключения Дэвида Симпла в поисках настоящего друга, Сара Филдинг.
- Приключения Гулливера, Джонатан Свифт.
- Приключения Оги Марча, Сол Беллоу.
- Приключения Оливера Твиста, Чарльз Диккенс.
- Приключения Родрика Рэндома, Тобайас Смоллет.
- Приключения Тома Сойера, Марк Твен.
- Приключения Шерлока Холмса, Артур Конан Дойль.
- Принц и нищий, Марк Твен.
- Приоткрытая завеса, Брат Яков. Джордж Элиот.
- Происхождение видов, Чарльз Дарвин.
- Происхождение человека, Чарльз Дарвин.
- Простаки за границей или Путь новых паломников, Марк Твен.
- Простофиля Вильсон, Марк Твен.
- Просто сказки. Редьярд Киплинг.
- Против рабства: хрестоматия аболициониста.
- Путешествие на корабле "Бигль", Чарльз Дарвин.
- Путешествие на «Снарке», Джек Лондон.

### Р
- Равнодушная, Томас Харди.
- Ранние ирландские мифы и саги.
- Ранние сочинения, Карл Маркс.
- Рассказы, речи, эссе и очерки, Марк Твен.
- Расцвет и падение Афин, Плутарх.
- Риторика, Аристотель.
- Роб Рой, Вальтер Скотт.
- Родерик Хадсон, Генри Джеймс.
- Рождение трагедии, или Эллинство и пессимизм, Фридрих Ницше.
- Рождественская песнь и другие рождественские сочинения, Чарльз Диккенс.
- Ромола. Джордж Элиот.
- Рука Этельберты, Томас Харди.
- Рукопись, найденная в Сарагосе, Ян Потоцкий.
- Русские мыслители, Исайя Берлин.
- Русский дневник, Джон Стейнбек.

### С
- Сайлес Марнер, Джордж Элиот.
- Саламбо, Гюстав Флобер.
- Севастопольские рассказы, Лев Толстой.
- Север и Юг, Элизабет Гаскелл.
- Северные рассказы, Джек Лондон.
- Сестра Керри, Теодор Драйзер.
- Скотный двор, Джордж Оруэлл.
- Следопыт, Фенимор Купер.
- Смерть в Венеции и другие рассказы, Томас Манн.
- Смерть Ивана Ильича, Лев Толстой.
- Смерть коммивояжёра, Артур Миллер.
- Собака Баскервилей, Артур Конан Дойль.
- Собачье сердце, Михаил Булгаков.
- Собор Парижской Богоматери, Виктор Гюго.
- Современная Утопия, Герберт Уэллс
- Согласно Марку, Пенелопа Лайвли.
- Сон д'Аламбера, Дени Дидро.
- Создатели Рима, Плутарх.
- Страна слепых (рассказ) и другие рассказы, Герберт Уэллс.
- Сумерки идолов, или как философствуют молотом, Фридрих Ницше.
- Сухая рука и другие рассказы, Томас Харди.
- Сцены из клерикальной жизни, Джордж Элиот.

### Т
- Тайна Эдвина Друда, Чарльз Диккенс.
- Тайная история, Прокопий Кесарийский.
- Так говорил Заратустра. Книга для всех и ни для кого, Фридрих Ницше.
- Там, внизу, Жорис Карл Гюисманс.
- Театральный роман, Михаил Булгаков.
- Тоно-Бенге, Герберт Уэллс.
- Три мушкетёра, Александр Дюма.
- Три повести, (Иродиада, Легенда о св. Юлиане Милостливом, Простая душа), Гюстав Флобер.
- Тромбоны Божьи, Джеймс Уэлдон Джонс.
- Трофеи Пойнтона, Генри Джеймс.
- Тэсс из рода д’Эрбервиллей, Томас Харди.
- Тяжёлые времена, Чарльз Диккенс.

### У
- Узоры на ковре, Генри Джеймс.
- Проповедник в замешательстве и другие рассказы, Томас Харди.
- Утопия, Томас Мор
- Учитель, Шарлотта Бронте.
- Уэверли, или Шестьдесят лет назад, Вальтер Скотт.

### Ф
- Феликс Холт, радикал, Джордж Элиот.

### Х
- Хендерсон, повелитель дождя, Сол Беллоу.
- Хозяин и работник и другие рассказы, Лев Толстой.
- Холодный дом, Чарльз Диккенс.
- Кэнонгейтские хроники, Вальтер Скотт.
- Хрестоматия Ницше, Фридрих Ницше.

### Ч
- Четыре трагедии, Сенека.
- Четыре русских пьесы (Недоросль Дениса Фонвизина, Горе от ума Александра Грибоедова, Ревизор Николая Гоголя, Гроза Александра Островского).
- Чёрная стрела, Роберт Стивенсон.
- Чёрный тюльпан, Александр Дюма.
- Что знала Мейзи, Генри Джеймс.
- Что такое искусство?, Лев Толстой.

### Ш
- Шерли, Шарлотта Бронте.
- Шпион, или Повесть о нейтральной территории, Фенимор Купер.

### Э
- Эдинбургская темница, Вальтер Скотт.
- Электра и другие пьесы (Аякс, Трахинянки, Филоктет), Софокл.
- Экономические рукописи 1857—1859 годов, Карл Маркс.
- Эмигрант-любитель, Роберт Стивенсон.
- Энеида, Вергилий.
- Эпоха невинности, Эдит Уортон.
- Этюд в багровых тонах, Артур Конан Дойль.

### Ю
- Югуртинская война, О заговоре Катилины. Гай Саллюстий Крисп.
- Юность, Конец рабства. Джозеф Конрад.

### Я
- Янки из Коннектикута при дворе короля Артура, Марк Твен.
- Ярмарка тщеславия, Уильям Теккерей.

### A-Z
- Ancrene Wisse: A Guide for Anchoresses.
- Ecce Homo. Как становятся сами собою, Фридрих Ницше.
- The Portable Twentieth-Century Russian Reader, Кларенс Браун.
- The Fiddler of the Reels and Other Stories, Томас Харди.